# Hysteropterum liliimacula
Hysteropterum liliimacula är en insektsart som först beskrevs av Costa 1834.  Hysteropterum liliimacula ingår i släktet Hysteropterum och familjen sköldstritar. Inga underarter finns listade i Catalogue of Life.